# Brachymeria agonoxenae
Brachymeria agonoxenae är en stekelart som beskrevs av David Timmins Fullaway 1950. 
Brachymeria agonoxenae ingår i släktet Brachymeria och familjen bredlårsteklar. Artens utbredningsområde är Amerikanska Samoa. Inga underarter finns listade.